# René Dif

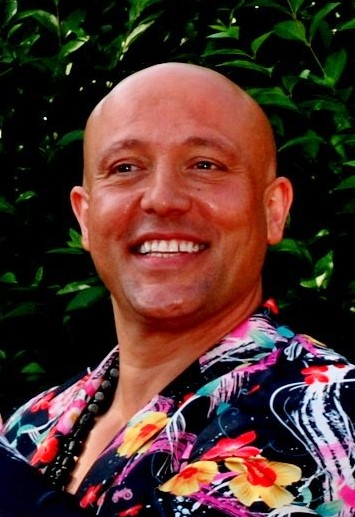
René Dif (2013)

René Dif (* 17. Oktober 1967 in Kopenhagen) ist ein dänischer Singer-Songwriter, Rapper, DJ und Schauspieler.

## Leben und Wirken
René Dif wuchs gemeinsam mit einer älteren Schwester und zwei jüngeren Brüdern in Kopenhagen auf. Seine Mutter ist Dänin und sein Vater stammt aus Algerien. Während der neunten Klasse verließ Dif die Schule auf freiwilliger Basis vorzeitig und war einige Jahre lang als DJ auf verschiedenen Kreuzfahrtschiffen tätig. In dieser Zeit lebte er auch in Norwegen, Schweden, Griechenland und auf der Insel Barbados.
Im Jahr 1994 lernte er auf einer Kreuzfahrt die norwegische Musikerin Lene Nystrøm kennen. Beide gründeten wenig später gemeinsam mit den Musikern Claus Noreen (* 1970) und Søren Rasted (* 1969) die Band Aqua. Dif übernahm dabei stets den männlichen Gesang und die Rap-Parts. Zu seinem Markenzeichen wurden seine Glatze und seine Sonnenbrille. Die Musikgruppe veröffentlichte mehrere Songs im Eurodance-Stil, wurde jedoch zunächst außerhalb von Skandinavien kaum wahrgenommen. Der internationale Durchbruch und weltweite Ruhm erfolgte erst im Jahr 1997 mit dem Song Barbie Girl, der in mehr als 35 Ländern ein Nr. 1-Hit wurde. Die Band veröffentlichte daraufhin drei Alben. Im Jahr 2001 löste sich die Gruppe aufgrund langanhaltender, interner Streitigkeiten auf. Ab 2007 ging Dif mit Aqua wieder auf Tournee und es folgten zahlreiche sporadische Auftritte.
René Dif veröffentlichte ab 2002 mehrere Solo-Alben und Songs, mit denen er allerdings nicht an die Erfolge von Aqua anknüpfen konnte und die ihm lediglich Achtungserfolge in Dänemark bescherten. Seitdem war er wieder hauptsächlich als DJ bei den verschiedensten Veranstaltungen tätig.
Dif, der nie eine professionelle Schauspielausbildung absolvierte, wirkte als Schauspieler vor der Kamera von 2004 bis 2013 in einigen dänischen Filmen und in Fernsehserien mit.
Im Mai 2006 eröffnete Dif im Zentrum von Kopenhagen ein Restaurant, das jedoch im Herbst 2008 Insolvenz anmelden musste und wieder geschlossen wurde. Im Jahr 2009 gründete Dif in Frederiksberg eine bis heute existierende Coaching-Agentur, die musikalische Nachwuchstalente fördert und unterstützt.

## Privates
Im Juni 1990 wurde René Dif erstmals Vater einer Tochter.
Mitte der 1990er-Jahre war Dif einige Zeit lang mit seiner Musikerkollegin Lene Nystrøm liiert.
Von 1998 bis September 2003 war Dif mit der Moderatorin und Schauspielerin Ibi Støving liiert.
Von 2009 bis 2017 war Dif mit Rikke Maija verheiratet. Aus der Ehe gingen zwei Töchter (* 2008; * 2013) hervor.
Seit Juli 2021 ist Dif in zweiter Ehe mit Linet Jo verheiratet, mit der er gemeinsam in Kopenhagen lebt.

## Diskografie (Auswahl)
- I Believe (1995)
- Let It All Out (Push It) (2002)
- The Uhh Uhh Song (2002)
- Uhh La La La (2003)
- Jamaica Ska (2007)
- All Up To You (2009)
- Til Døden Os Skiller (2012)
- Barrikader (2017)
- Vinterbarn (2017)
- Pa Vej Op (2021)

## Filmografie
- 2004: The Good Cop
- 2004: Inkasso
- 2007: Pistoleros
- 2007: Allsang pa Grensen (Fernsehserie)
- 2007: Mr. Poxycat & Co. (Fernsehserie)
- 2008: Maj & Charlie (Fernsehserie)
- 2009: Tod eines Immobilienmaklers
- 2010: Vater hoch vier – Japanisch für Anfänger
- 2013: Det gra Guld